# 西郷正員
西郷 正員（さいごう まさかず）は、江戸時代前期の旗本、大名。安房東条藩初代藩主。

## 生涯
文禄2年（1593年）、西郷家員の四男として下総国生実に生まれる。徳川家康の側室で徳川秀忠の生母である西郷局は義理の叔母（正員の祖父西郷清員の養女）にあたる。
慶長18年（1613年）、三兄康員の死去によって家督を継承、生実5000石の領主となる。慶長20年（1615年）正月、松平定綱、牧野忠成、本多忠朝らとともに大久保忠隣の小田原城を収公。次いで同年9月には松平康長らとともに、忠隣の改易に連座した里見忠義の館山城を収公した。同年末からの大坂冬の陣に際しては安房国の守備に、翌慶長21年（1616年）の大坂夏の陣では小田原城の守備にあたった。元和5年（1619年）5月、福島正則の改易不服の場合に備えて遠江国久野城の城番役を務めた。
翌6年（1620年）9月、安房国内2郡へ加封され大名に列する。長狭郡東条村（現在の千葉県鴨川市東町）に陣屋を置き、東条藩を創設した。
藩領は朝夷郡19ヵ村6894石、長狭郡4ヵ村3106石の計1万石である。同年閏12月28日（1621年2月19日）、若狭守に叙任された。
寛永9年11月16日（1632年12月27日）、徳川忠長遺臣の山県権右衛門の身柄を預かる。寛永15年（1638年）に死去、享年46。跡を長男の延員が継いだ。
現在は東京都荒川区にある日照山法光寺の開基檀越でもある。同寺に西郷家代々の墓所が残っているが、子孫からの連絡は一切ないという。